# AFC Champions League 2019
AFC Champions League 2019 là mùa giải thứ 38 của giải đấu bóng đá cấp câu lạc bộ hàng đầu châu Á được tổ chức bởi Liên đoàn bóng đá châu Á (AFC), và là lần thứ 17 dưới tên gọi AFC Champions League.
Kashima Antlers là đương kim vô địch, nhưng thất bại trong việc bảo vệ chức vô địch khi thua Quảng Châu Hằng Đại Đào Bảo ở tứ kết. Al-Hilal trở thành nhà vô địch của giải đấu sau khi đánh bại Urawa Red Diamonds trong trận chung kết, qua đó giành quyền tham dự Giải vô địch bóng đá thế giới các câu lạc bộ 2019 tại Qatar.

## Phân bổ đội của các hiệp hội
46 hiệp hội thành viên của AFC (ngoại trừ Quần đảo Bắc Mariana) được xếp hạng dựa trên thành tích của đội tuyển quốc gia và câu lạc bộ của họ trong bốn năm qua trong các giải đấu của AFC, với việc phân bổ các vị trí cho các phiên bản 2017 và 2018 của các giải đấu cấp câu lạc bộ châu Á được xác định bởi bảng xếp hạng AFC rankings năm 2016 (Hướng dẫn nhập cảnh Điều 2.3):
- Các hiệp hội được chia làm hai khu vực Tây và Đông Á:
  - Khu vực Tây Á bao gồm các hiệp hội đến từ Liên đoàn bóng đá Tây Á (WAFF), Hiệp hội bóng đá Trung Á (CAFA), Liên đoàn bóng đá Nam Á (SAFF).
  - Khu vực Đông Á bao gồm các hiệp hội đến từ Liên đoàn bóng đá ASEAN (AFF) và Liên đoàn bóng đá Đông Á (EAFF).
- Ở mỗi khu vực, có tổng cộng 12 suất vào thẳng vòng bảng, và 4 suất còn lại được quyết định qua vòng loại.
- 12 hiệp hội thành viên hàng đầu của mỗi khu vực theo bảng xếp hạng AFC có thể có suất dự vòng bảng và vòng loại ở AFC Champions League, miễn họ đáp ứng các tiêu chí tối thiểu của AFC Champions League.
- Các hiệp hội xếp hạng 1-6 ở khu vực Tây và Đông Á nhận suất vào vòng bảng, trong khi các hiệp hội còn lại nhận suất vào vòng loại (và cũng nhận suất vào vòng bảng AFC Cup):
  - Các hiệp hội xếp hạng 1-2 có ba suất vào vòng bảng và một suất vào vòng loại.
  - Các hiệp hội xếp hạng 3-4 có hai suất vào vòng bảng và hai suất vào vòng loại.
  - Các hiệp hội xếp hạng 5 có một suất vào vòng bảng và hai suất vào vòng loại.
  - Các hiệp hội xếp hạng 6 có một suất vào vòng bảng và một suất vào vòng loại.
  - Các hiệp hội xếp hạng 7-12 có một suất vào vòng loại.
  - Số lượng vị trí tối đa cho mỗi hiệp hội là một phần ba tổng số câu lạc bộ trong giải đấu hàng đầu.
- Nếu bất kỳ hiệp hội nào từ bỏ các suất vào vòng bảng, chúng sẽ được phân phối lại cho hiệp hội đủ điều kiện cao nhất, với mỗi hiệp giới hạn tối đa ba suất.
- Nếu bất kỳ hiệp hội nào từ bỏ các suất vào vòng loại, chúng sẽ bị hủy bỏ và không được phân phối lại cho bất kỳ hiệp hội nào khác.

### Phân bổ
Đối với AFC Champions League 2019, các hiệp hội được phân bổ vị trí dựa theo bảng xếp hạng được công bố vào ngày 15 tháng 12 năm 2017, trong đó có tính đến thành tích của họ tại AFC Champions League và AFC Cup, cũng như đội tuyển quốc gia của họ trong Bảng xếp hạng FIFA thế giới, trong khoảng thời gian từ 2014-2017.
| Tham dự AFC Champions League 2019 | Tham dự AFC Champions League 2019 |
| --------------------------------- | --------------------------------- |
|                                   | Tham gia                          |
|                                   | Không tham gia                    |

| Xếp hạng | Xếp hạng | Hiệp hội thành viên | Điểm   | Suất dự   | Suất dự       | Suất dự        | Suất dự        |
| Xếp hạng | Xếp hạng | Hiệp hội thành viên | Điểm   | Vòng bảng | Vòng loại     | Vòng loại      | Vòng loại      |
| Khu vực  | AFC      | Hiệp hội thành viên | Điểm   | Vòng bảng | Vòng play-off | Vòng sơ loại 2 | Vòng sơ loại 1 |
| -------- | -------- | ------------------- | ------ | --------- | ------------- | -------------- | -------------- |
| 1        | 1        | UAE                 | 95.940 | 3         | 1             | 0              | 0              |
| 2        | 4        | Ả Rập Xê Út         | 84.269 | 3         | 1             | 0              | 0              |
| 3        | 6        | Qatar               | 82.407 | 2         | 2             | 0              | 0              |
| 4        | 7        | Iran                | 71.851 | 2         | 0             | 2              | 0              |
| 5        | 9        | Uzbekistan          | 43.305 | 1         | 0             | 2              | 0              |
| 6        | 11       | Iraq                | 42.141 | 1         | 0             | 1              | 0              |
| 7        | 12       | Tajikistan          | 30.725 | 0         | 0             | 1              | 0              |
| 8        | 15       | Ấn Độ               | 29.291 | 0         | 0             | 1              | 0              |
| 9        | 16       | Syria[SYR]          | 28.983 | 0         | 0             | 0              | 0              |
| 10       | 18       | Jordan              | 25.649 | 0         | 0             | 0              | 1              |
| 11       | 19       | Kuwait              | 24.798 | 0         | 0             | 0              | 1              |
| 12       | 20       | Bahrain[BHR]        | 24.337 | 0         | 0             | 0              | 0              |
| Tổng     | Tổng     | Tổng                | Tổng   | 12        | 4             | 7              | 2              |
| Tổng     | Tổng     | Tổng                | Tổng   | 12        | 13            |                |                |
| Tổng     | Tổng     | Tổng                | Tổng   | 25        |               |                |                |

| Xếp hạng | Xếp hạng | Hiệp hội thành viên | Điểm   | Suất dự   | Suất dự       | Suất dự        | Suất dự        |
| Xếp hạng | Xếp hạng | Hiệp hội thành viên | Điểm   | Vòng bảng | Vòng loại     | Vòng loại      | Vòng loại      |
| Khu vực  | AFC      | Hiệp hội thành viên | Điểm   | Vòng bảng | Vòng play-off | Vòng sơ loại 2 | Vòng sơ loại 1 |
| -------- | -------- | ------------------- | ------ | --------- | ------------- | -------------- | -------------- |
| 1        | 2        | Hàn Quốc            | 87.480 | 3         | 1             | 0              | 0              |
| 2        | 3        | Trung Quốc          | 86.671 | 3         | 1             | 0              | 0              |
| 3        | 5        | Nhật Bản            | 83.464 | 2         | 2             | 0              | 0              |
| 4        | 8        | Úc[AUS]             | 64.752 | 2         | 0             | 1              | 0              |
| 5        | 10       | Thái Lan            | 42.568 | 1         | 0             | 2              | 0              |
| 6        | 13       | Malaysia            | 29.566 | 1         | 0             | 1              | 0              |
| 7        | 14       | Hồng Kông           | 29.300 | 0         | 0             | 1              | 0              |
| 8        | 17       | Việt Nam            | 27.426 | 0         | 0             | 1              | 0              |
| 9        | 21       | Philippines         | 21.405 | 0         | 0             | 0              | 1              |
| 10       | 23       | Singapore           | 17.084 | 0         | 0             | 0              | 1              |
| 11       | 24       | Indonesia           | 16.871 | 0         | 0             | 0              | 1              |
| 12       | 25       | Myanmar             | 14.753 | 0         | 0             | 0              | 1              |
| Tổng     | Tổng     | Tổng                | Tổng   | 12        | 4             | 6              | 4              |
| Tổng     | Tổng     | Tổng                | Tổng   | 12        | 14            |                |                |
| Tổng     | Tổng     | Tổng                | Tổng   | 26        |               |                |                |

Chú thích
1. ^ Australia (AUS): Giải đấu cao nhất của Australia, A-League, chỉ có 9 câu lạc bộ Úc ở giải đấu 2017-18, vì vậy Australia chỉ có tối đa 3 suất dự ACL (Hướng dẫn nhập cảnh Điều 5.4).[2]
2. ^ Bahrain (BHR): Bahrain không có câu lạc bộ nào được cấp phép dự AFC Champions League.[5]
3. ^ Syria (SYR): Syria đã không thực hiện hệ thống cấp phép câu lạc bộ AFC Champions League.[5]

## Các đội tham dự
Chú thích:
- TH: Đương kim vô địch
- AC: Đội vô địch AFC Cup
- 1st, 2nd, 3rd,...: Vị trí tại giải quốc nội
- CW: Đội vô địch cúp quốc gia

| Tây Á                        | Tây Á                             | Tây Á                   | Tây Á                    |
| ---------------------------- | --------------------------------- | ----------------------- | ------------------------ |
| Al-Ain (1st, CW)             | Al-Hilal (1st)                    | Al-Duhail (1st, CW)     | Esteghlal (3rd, CW)      |
| Al-Wahda (2nd)               | Al-Ittihad (CW)                   | Al-Sadd (2nd)           | Lokomotiv Tashkent (1st) |
| Al-Wasl (3rd)                | Al-Ahli (2nd)                     | Persepolis (1st)        | Al-Zawraa (1st)          |
| Đông Á                       |                                   |                         |                          |
| Jeonbuk Hyundai Motors (1st) | Thượng Hải SIPG (1st)             | Kawasaki Frontale (1st) | Melbourne Victory (CW)   |
| Daegu FC (CW)                | Bắc Kinh Quốc An (CW)             | Urawa Red Diamonds (CW) | Buriram United (1st)     |
| Gyeongnam FC (2nd)           | Quảng Châu Hằng Đại Đào Bảo (2nd) | Sydney FC (1st)         | Johor Darul Ta'zim (1st) |

| Tây Á          | Tây Á            | Đông Á                  | Đông Á                    |
| -------------- | ---------------- | ----------------------- | ------------------------- |
| Al-Nasr (4th)  | Al-Rayyan (3rd)  | Kashima AntlersTH (3rd) | Sơn Đông Lỗ Năng (3rd)    |
| Al-Nassr (3rd) | Al-Gharafa (4th) | Ulsan Hyundai (3rd)     | Sanfrecce Hiroshima (2nd) |

| Tây Á                     | Tây Á                | Đông Á                 | Đông Á         |
| ------------------------- | -------------------- | ---------------------- | -------------- |
| Al-Quwa Al-JawiyaAC (2nd) | Pakhtakor (2nd)      | Newcastle Jets (2nd)   | Kiệt Chí (1st) |
| Zob Ahan (2nd)            | Istiklol (1st)       | Chiangrai United (CW)  | Hà Nội (1st)   |
| Saipa (4th)               | Minerva Punjab (1st) | Bangkok United (2nd)   |                |
| AGMK (CW)                 |                      | Perak (2nd) [Note MAS] |                |

| Tây Á           | Tây Á | Đông Á                       | Đông Á                |
| --------------- | ----- | ---------------------------- | --------------------- |
| Al-Wehdat (1st) |       | Ceres–Negros (1st)           | Persija Jakarta (1st) |
| Al-Kuwait (1st) |       | Home United (2nd) [Note SIN] | Yangon United (1st)   |

Chú thích
1. ^ Malaysia (MAS): Pahang, đội vô địch Malaysia FA Cup 2018, đã bị cấm tham dự các giải đấu của AFC vì không có giấy phép AFC trong 2 năm. Do đó, Perak, đội á quân Malaysia Super League 2018, sẽ tham dự vòng loại.[6][7][8]
2. ^ Singapore (SIN): Albirex Niigata Singapore, đội vô địch Singapore Premier League 2018, là một đội bóng vệ tinh của câu lạc bộ Nhật Bản Albirex Niigata và do đó không đủ điều kiện để đại diện cho Singapore ở các giải đấu câu lạc bộ AFC. Kết quả, Home United, đội á quân, sẽ tham dự vòng loại.

## Lịch thi đấu
Lịch thi đấu của giải đấu như sau.
| Giai đoạn               | Vòng           | Ngày bốc thăm            | Lượt đi                | Lượt về                 |
| ----------------------- | -------------- | ------------------------ | ---------------------- | ----------------------- |
| Sơ loại                 | Vòng sơ loại 1 | Không bốc thăm           | 5 tháng 2 năm 2019     | 5 tháng 2 năm 2019      |
| Sơ loại                 | Vòng sơ loại 2 | Không bốc thăm           | 12 tháng 2 năm 2019    | 12 tháng 2 năm 2019     |
| Play-off                | Vòng Play-off  | Không bốc thăm           | 19 tháng 2 năm 2019    | 19 tháng 2 năm 2019     |
| Vòng bảng               | Ngày thi đấu 1 | 22 tháng 11 năm 2018     | 4–6 tháng 3 năm 2019   | 4–6 tháng 3 năm 2019    |
| Vòng bảng               | Ngày thi đấu 2 | 22 tháng 11 năm 2018     | 11–13 tháng 3 năm 2019 | 11–13 tháng 3 năm 2019  |
| Vòng bảng               | Ngày thi đấu 3 | 22 tháng 11 năm 2018     | 8–10 tháng 4 năm 2019  | 8–10 tháng 4 năm 2019   |
| Vòng bảng               | Ngày thi đấu 4 | 22 tháng 11 năm 2018     | 22–24 tháng 4 năm 2019 | 22–24 tháng 4 năm 2019  |
| Vòng bảng               | Ngày thi đấu 5 | 22 tháng 11 năm 2018     | 6–8 tháng 5 năm 2019   | 6–8 tháng 5 năm 2019    |
| Vòng bảng               | Ngày thi đấu 6 | 22 tháng 11 năm 2018     | 20–22 tháng 5 năm 2019 | 20–22 tháng 5 năm 2019  |
| Vòng đấu loại trực tiếp | Vòng 16 đội    | 22 tháng 11 năm 2018     | 17–19 tháng 6 năm 2019 | 24–26 tháng 6 năm 2019  |
| Vòng đấu loại trực tiếp | Tứ kết         | TBA Tháng 6/Tháng 7 2019 | 26–28 tháng 8 năm 2019 | 16–18 tháng 9 năm 2019  |
| Vòng đấu loại trực tiếp | Bán kết        | TBA Tháng 6/Tháng 7 2019 | 1–2 tháng 10 năm 2019  | 22–23 tháng 10 năm 2019 |
| Vòng đấu loại trực tiếp | Chung kết      | TBA Tháng 6/Tháng 7 2019 | 9 tháng 11 năm 2019    | 24 tháng 11 năm 2019    |

## Vòng loại

### Vòng sơ loại 1
| Đội 1     | Tỉ số | Đội 2     |
| --------- | ----- | --------- |
| Al-Wehdat | 2–3   | Al-Kuwait |

| Đội 1        | Tỉ số | Đội 2           |
| ------------ | ----- | --------------- |
| Ceres–Negros | 1–2   | Yangon United   |
| Home United  | 1–3   | Persija Jakarta |

### Vòng sơ loại 2
| Đội 1     | Tỉ số        | Đội 2             |
| --------- | ------------ | ----------------- |
| Pakhtakor | 2–1          | Al-Quwa Al-Jawiya |
| AGMK      | 4–2          | Istiklol          |
| Saipa     | 4–0          | Minerva Punjab    |
| Zob Ahan  | 1–0 (s.h.p.) | Al-Kuwait         |

| Đội 1            | Tỉ số                | Đội 2           |
| ---------------- | -------------------- | --------------- |
| Perak            | 1–1 (s.h.p.) (6–5 p) | Kiệt Chí        |
| Bangkok United   | 0–1                  | Hà Nội          |
| Chiangrai United | 3–1                  | Yangon United   |
| Newcastle Jets   | 3–1 (s.h.p.)         | Persija Jakarta |

### Vòng play-off
| Đội 1      | Tỉ số | Đội 2     |
| ---------- | ----- | --------- |
| Al-Nasr    | 1–2   | Pakhtakor |
| Al-Nassr   | 4–0   | AGMK      |
| Al-Rayyan  | 3–1   | Saipa     |
| Al-Gharafa | 2–3   | Zob Ahan  |

| Đội 1               | Tỉ số                | Đội 2            |
| ------------------- | -------------------- | ---------------- |
| Ulsan Hyundai       | 5–1                  | Perak            |
| Sơn Đông Lỗ Năng    | 4–1                  | Hà Nội           |
| Sanfrecce Hiroshima | 0–0 (s.h.p.) (4–3 p) | Chiangrai United |
| Kashima Antlers     | 4–1                  | Newcastle Jets   |

## Vòng bảng
Lễ bốc thăm vòng bảng diễn ra vào ngày 22 tháng 11 năm 2018, 16:30 MYT (UTC+8), tại trụ sở của AFC tại Kuala Lumpur, Malaysia. 32 được chia làm tám bảng với bốn đội mỗi bảng: bốn bảng ở khu vực Tây Á (bảng A–D) và Đông Á (bảng E–H). Các đội cùng hiệp hội không được xếp vào chung một bảng.
Ở vòng bảng, các đội thi đấu với nhau theo thể thức đá vòng tròn hai lượt sân nhà-sân khách. Hai đội đứng đầu mỗi bảng lọt vào vòng loại trực tiếp.

### Bảng A
| VT | Đội       | ST | T | H | B | BT | BB | HS  | Đ  | Giành quyền tham dự |     | ZOB | NAS | ZAW | WAS |
| -- | --------- | -- | - | - | - | -- | -- | --- | -- | ------------------- | --- | --- | --- | --- | --- |
| 1  | Zob Ahan  | 6  | 3 | 3 | 0 | 10 | 5  | +5  | 12 | Vòng 16 đội         |     | —   | 0–0 | 0–0 | 2–0 |
| 2  | Al-Nassr  | 6  | 3 | 1 | 2 | 11 | 7  | +4  | 10 | Vòng 16 đội         |     | 2–3 | —   | 4–1 | 3–1 |
| 3  | Al-Zawraa | 6  | 2 | 2 | 2 | 14 | 9  | +5  | 8  |                     |     | 2–2 | 1–2 | —   | 5–0 |
| 4  | Al-Wasl   | 6  | 1 | 0 | 5 | 4  | 18 | −14 | 3  |                     | 1–3 | 1–0 | 1–5 | —   |     |

### Bảng B
| VT | Đội                | ST | T | H | B | BT | BB | HS | Đ  | Giành quyền tham dự |     | WAH | ITH | LOK | RAY |
| -- | ------------------ | -- | - | - | - | -- | -- | -- | -- | ------------------- | --- | --- | --- | --- | --- |
| 1  | Al-Wahda           | 6  | 4 | 1 | 1 | 14 | 9  | +5 | 13 | Vòng 16 đội         |     | —   | 4–1 | 3–1 | 4–3 |
| 2  | Al-Ittihad         | 6  | 3 | 2 | 1 | 13 | 9  | +4 | 11 | Vòng 16 đội         |     | 1–1 | —   | 3–2 | 5–1 |
| 3  | Lokomotiv Tashkent | 6  | 2 | 1 | 3 | 10 | 11 | −1 | 7  |                     |     | 2–0 | 1–1 | —   | 3–2 |
| 4  | Al-Rayyan          | 6  | 1 | 0 | 5 | 9  | 17 | −8 | 3  |                     | 1–2 | 0–2 | 2–1 | —   |     |

### Bảng C
| VT | Đội       | ST | T | H | B | BT | BB | HS | Đ  | Giành quyền tham dự |     | HIL | DUH | EST | AIN |
| -- | --------- | -- | - | - | - | -- | -- | -- | -- | ------------------- | --- | --- | --- | --- | --- |
| 1  | Al-Hilal  | 6  | 4 | 1 | 1 | 10 | 5  | +5 | 13 | Vòng 16 đội         |     | —   | 3–1 | 1–0 | 2–0 |
| 2  | Al-Duhail | 6  | 2 | 3 | 1 | 11 | 8  | +3 | 9  | Vòng 16 đội         |     | 2–2 | —   | 3–0 | 2–2 |
| 3  | Esteghlal | 6  | 2 | 2 | 2 | 6  | 8  | −2 | 8  |                     |     | 2–1 | 1–1 | —   | 1–1 |
| 4  | Al-Ain    | 6  | 0 | 2 | 4 | 4  | 10 | −6 | 2  |                     | 0–1 | 0–2 | 1–2 | —   |     |

### Bảng D
| VT | Đội        | ST | T | H | B | BT | BB | HS | Đ  | Giành quyền tham dự |     | SAD | AHL | PAK | PER |
| -- | ---------- | -- | - | - | - | -- | -- | -- | -- | ------------------- | --- | --- | --- | --- | --- |
| 1  | Al-Sadd    | 6  | 3 | 1 | 2 | 7  | 8  | −1 | 10 | Vòng 16 đội         |     | —   | 2–1 | 2–1 | 1–0 |
| 2  | Al-Ahli    | 6  | 3 | 0 | 3 | 7  | 7  | 0  | 9  | Vòng 16 đội         |     | 2–0 | —   | 2–1 | 2–1 |
| 3  | Pakhtakor  | 6  | 2 | 2 | 2 | 7  | 7  | 0  | 8  |                     |     | 2–2 | 1–0 | —   | 1–0 |
| 4  | Persepolis | 6  | 2 | 1 | 3 | 6  | 5  | +1 | 7  |                     | 2–0 | 2–0 | 1–1 | —   |     |

### Bảng E
| VT | Đội                | ST | T | H | B | BT | BB | HS | Đ  | Giành quyền tham dự |     | SDL | KAS | GYE | JDT |
| -- | ------------------ | -- | - | - | - | -- | -- | -- | -- | ------------------- | --- | --- | --- | --- | --- |
| 1  | Sơn Đông Lỗ Năng   | 6  | 3 | 2 | 1 | 10 | 8  | +2 | 11 | Vòng 16 đội         |     | —   | 2–2 | 2–1 | 2–1 |
| 2  | Kashima Antlers    | 6  | 3 | 1 | 2 | 9  | 8  | +1 | 10 | Vòng 16 đội         |     | 2–1 | —   | 0–1 | 2–1 |
| 3  | Gyeongnam FC       | 6  | 2 | 2 | 2 | 9  | 8  | +1 | 8  |                     |     | 2–2 | 2–3 | —   | 2–0 |
| 4  | Johor Darul Ta'zim | 6  | 1 | 1 | 4 | 4  | 8  | −4 | 4  |                     | 0–1 | 1–0 | 1–1 | —   |     |

### Bảng F
| VT | Đội                 | ST | T | H | B | BT | BB | HS  | Đ  | Giành quyền tham dự |     | SAN | GZE | DAE | MVC |
| -- | ------------------- | -- | - | - | - | -- | -- | --- | -- | ------------------- | --- | --- | --- | --- | --- |
| 1  | Sanfrecce Hiroshima | 6  | 5 | 0 | 1 | 9  | 4  | +5  | 15 | Vòng 16 đội         |     | —   | 1–0 | 2–0 | 2–1 |
| 2  | Quảng Châu Hằng Đại | 6  | 3 | 1 | 2 | 9  | 5  | +4  | 10 | Vòng 16 đội         |     | 2–0 | —   | 1–0 | 4–0 |
| 3  | Daegu FC            | 6  | 3 | 0 | 3 | 10 | 6  | +4  | 9  |                     |     | 0–1 | 3–1 | —   | 4–0 |
| 4  | Melbourne Victory   | 6  | 0 | 1 | 5 | 4  | 17 | −13 | 1  |                     | 1–3 | 1–1 | 1–3 | —   |     |

### Bảng G
| VT | Đội                    | ST | T | H | B | BT | BB | HS | Đ  | Giành quyền tham dự |     | JEO | URA | BJG | BUR |
| -- | ---------------------- | -- | - | - | - | -- | -- | -- | -- | ------------------- | --- | --- | --- | --- | --- |
| 1  | Jeonbuk Hyundai Motors | 6  | 4 | 1 | 1 | 7  | 3  | +4 | 13 | Vòng 16 đội         |     | —   | 2–1 | 3–1 | 0–0 |
| 2  | Urawa Red Diamonds     | 6  | 3 | 1 | 2 | 9  | 4  | +5 | 10 | Vòng 16 đội         |     | 0–1 | —   | 3–0 | 3–0 |
| 3  | Bắc Kinh FC            | 6  | 2 | 1 | 3 | 6  | 8  | −2 | 7  |                     |     | 0–1 | 0–0 | —   | 2–0 |
| 4  | Buriram United         | 6  | 1 | 1 | 4 | 3  | 10 | −7 | 4  |                     | 1–0 | 1–2 | 1–3 | —   |     |

### Bảng H
| VT | Đội               | ST | T | H | B | BT | BB | HS | Đ  | Giành quyền tham dự |     | ULS | SSI | KAW | SYD |
| -- | ----------------- | -- | - | - | - | -- | -- | -- | -- | ------------------- | --- | --- | --- | --- | --- |
| 1  | Ulsan Hyundai     | 6  | 3 | 2 | 1 | 5  | 7  | −2 | 11 | Vòng 16 đội         |     | —   | 1–0 | 1–0 | 1–0 |
| 2  | Thượng Hải SIPG   | 6  | 2 | 3 | 1 | 13 | 8  | +5 | 9  | Vòng 16 đội         |     | 5–0 | —   | 1–0 | 2–2 |
| 3  | Kawasaki Frontale | 6  | 2 | 2 | 2 | 9  | 6  | +3 | 8  |                     |     | 2–2 | 2–2 | —   | 1–0 |
| 4  | Sydney FC         | 6  | 0 | 3 | 3 | 5  | 11 | −6 | 3  |                     | 0–0 | 3–3 | 0–4 | —   |     |

## Vòng đấu loại trực tiếp

### Sơ dồ
|  | Vòng 16 đội             | Vòng 16 đội            | Vòng 16 đội | Vòng 16 đội |   |                         | Tứ kết | Tứ kết | Tứ kết | Tứ kết |  |                    | Bán kết | Bán kết | Bán kết | Bán kết |          |   | Chung kết | Chung kết | Chung kết | Chung kết |
|  |                         |                        |             |             |   |                         |        |        |        |        |  |                    |         |         |         |         |          |   |           |           |           |           |
|  | Al-Nassr                | 1                      | 3           | 4           |   |                         |        |        |        |        |  |                    |         |         |         |         |          |   |           |           |           |           |
|  | Al-Wahda                | 1                      | 2           | 3           |   |                         |        |        |        |        |  |                    |         |         |         |         |          |   |           |           |           |           |
|  | Al-Wahda                | 1                      | 2           | 3           |   | Al-Nassr                | 2      | 1      | 3      |        |  |                    |         |         |         |         |          |   |           |           |           |           |
|  |                         |                        |             |             |   | Al-Nassr                | 2      | 1      | 3      |        |  |                    |         |         |         |         |          |   |           |           |           |           |
|  |                         | Al-Sadd                | 1           | 3           | 4 |                         |        |        |        |        |  |                    |         |         |         |         |          |   |           |           |           |           |
|  | Al-Duhail               | Al-Sadd                | 1           | 3           | 4 | 1                       | 1      | 2      |        |        |  |                    |         |         |         |         |          |   |           |           |           |           |
|  | Al-Duhail               |                        |             |             |   | 1                       | 1      | 2      |        |        |  |                    |         |         |         |         |          |   |           |           |           |           |
|  | Al-Sadd                 | 1                      | 3           | 4           |   |                         |        |        |        |        |  |                    |         |         |         |         |          |   |           |           |           |           |
|  | Al-Sadd                 | 1                      | 3           | 4           |   |                         |        |        |        |        |  | Al-Sadd            | 1       | 4       | 5       |         |          |   |           |           |           |           |
|  | Khu vực Tây Á           |                        |             |             |   |                         |        |        |        |        |  | Al-Sadd            | 1       | 4       | 5       |         |          |   |           |           |           |           |
|  |                         | Al-Hilal               | 4           | 2           | 6 |                         |        |        |        |        |  |                    |         |         |         |         |          |   |           |           |           |           |
|  | Al-Ittihad              | Al-Hilal               | 4           | 2           | 6 | 2                       | 4      | 6      |        |        |  |                    |         |         |         |         |          |   |           |           |           |           |
|  | Al-Ittihad              |                        |             |             |   | 2                       | 4      | 6      |        |        |  |                    |         |         |         |         |          |   |           |           |           |           |
|  | Zob Ahan                | 1                      | 3           | 4           |   |                         |        |        |        |        |  |                    |         |         |         |         |          |   |           |           |           |           |
|  | Zob Ahan                | 1                      | 3           | 4           |   | Al-Ittihad              | 0      | 1      | 1      |        |  |                    |         |         |         |         |          |   |           |           |           |           |
|  |                         |                        |             |             |   | Al-Ittihad              | 0      | 1      | 1      |        |  |                    |         |         |         |         |          |   |           |           |           |           |
|  |                         | Al-Hilal               | 0           | 3           | 3 |                         |        |        |        |        |  |                    |         |         |         |         |          |   |           |           |           |           |
|  | Al-Ahli                 | Al-Hilal               | 0           | 3           | 3 | 2                       | 1      | 3      |        |        |  |                    |         |         |         |         |          |   |           |           |           |           |
|  | Al-Ahli                 |                        |             |             |   | 2                       | 1      | 3      |        |        |  |                    |         |         |         |         |          |   |           |           |           |           |
|  | Al-Hilal                | 4                      | 0           | 4           |   |                         |        |        |        |        |  |                    |         |         |         |         |          |   |           |           |           |           |
|  | Al-Hilal                | 4                      | 0           | 4           |   |                         |        |        |        |        |  |                    |         |         |         |         | Al-Hilal | 1 | 2         | 3         |           |           |
|  |                         |                        |             |             |   |                         |        |        |        |        |  |                    |         |         |         |         |          | 1 | 2         | 3         |           |           |
|  |                         | Urawa Red Diamonds     | 0           | 0           | 0 |                         |        |        |        |        |  |                    |         |         |         |         |          |   |           |           |           |           |
|  | Thượng Hải SIPG (p)     | Urawa Red Diamonds     | 0           | 0           | 0 | 1                       | 1      | 2 (5)  |        |        |  |                    |         |         |         |         |          |   |           |           |           |           |
|  | Thượng Hải SIPG (p)     |                        |             |             |   | 1                       | 1      | 2 (5)  |        |        |  |                    |         |         |         |         |          |   |           |           |           |           |
|  | Jeonbuk Hyundai Motors  | 1                      | 1           | 2 (3)       |   |                         |        |        |        |        |  |                    |         |         |         |         |          |   |           |           |           |           |
|  | Jeonbuk Hyundai Motors  | 1                      | 1           | 2 (3)       |   | Thượng Hải SIPG         | 2      | 1      | 3      |        |  |                    |         |         |         |         |          |   |           |           |           |           |
|  |                         |                        |             |             |   | Thượng Hải SIPG         | 2      | 1      | 3      |        |  |                    |         |         |         |         |          |   |           |           |           |           |
|  |                         | Urawa Red Diamonds (a) | 2           | 1           | 3 |                         |        |        |        |        |  |                    |         |         |         |         |          |   |           |           |           |           |
|  | Urawa Red Diamonds      | Urawa Red Diamonds (a) | 2           | 1           | 3 | 1                       | 3      | 4      |        |        |  |                    |         |         |         |         |          |   |           |           |           |           |
|  | Urawa Red Diamonds      |                        |             |             |   | 1                       | 3      | 4      |        |        |  |                    |         |         |         |         |          |   |           |           |           |           |
|  | Ulsan Hyundai           | 2                      | 0           | 2           |   |                         |        |        |        |        |  |                    |         |         |         |         |          |   |           |           |           |           |
|  | Ulsan Hyundai           | 2                      | 0           | 2           |   |                         |        |        |        |        |  | Urawa Red Diamonds | 2       | 1       | 3       |         |          |   |           |           |           |           |
|  | Khu vực Đông Á          |                        |             |             |   |                         |        |        |        |        |  | Urawa Red Diamonds | 2       | 1       | 3       |         |          |   |           |           |           |           |
|  |                         | Quảng Châu Hằng Đại    | 0           | 0           | 0 |                         |        |        |        |        |  |                    |         |         |         |         |          |   |           |           |           |           |
|  | Quảng Châu Hằng Đại (p) | Quảng Châu Hằng Đại    | 0           | 0           | 0 | 2                       | 2      | 4 (6)  |        |        |  |                    |         |         |         |         |          |   |           |           |           |           |
|  | Quảng Châu Hằng Đại (p) |                        |             |             |   | 2                       | 2      | 4 (6)  |        |        |  |                    |         |         |         |         |          |   |           |           |           |           |
|  | Sơn Đông Lỗ Năng        | 1                      | 3           | 4 (5)       |   |                         |        |        |        |        |  |                    |         |         |         |         |          |   |           |           |           |           |
|  | Sơn Đông Lỗ Năng        | 1                      | 3           | 4 (5)       |   | Quảng Châu Hằng Đại (a) | 0      | 1      | 1      |        |  |                    |         |         |         |         |          |   |           |           |           |           |
|  |                         |                        |             |             |   | Quảng Châu Hằng Đại (a) | 0      | 1      | 1      |        |  |                    |         |         |         |         |          |   |           |           |           |           |
|  |                         | Kashima Antlers        | 0           | 1           | 1 |                         |        |        |        |        |  |                    |         |         |         |         |          |   |           |           |           |           |
|  | Kashima Antlers (a)     | Kashima Antlers        | 0           | 1           | 1 | 1                       | 2      | 3      |        |        |  |                    |         |         |         |         |          |   |           |           |           |           |
|  | Kashima Antlers (a)     |                        |             |             |   | 1                       | 2      | 3      |        |        |  |                    |         |         |         |         |          |   |           |           |           |           |
|  | Sanfrecce Hiroshima     | 0                      | 3           | 3           |   |                         |        |        |        |        |  |                    |         |         |         |         |          |   |           |           |           |           |

### Vòng 16 đội
Ở vòng 16 đội, đội nhất bảng này đấu với đội nhì bảng khác ở cùng khu vực, với đội nhất bảng làm chủ nhà trận lượt về, và các cặp đấu được xác định bởi bốc thăm.
| Đội 1      | TTS | Đội 2    | Lượt đi | Lượt về |
| ---------- | --- | -------- | ------- | ------- |
| Al-Nassr   | 4–3 | Al-Wahda | 1–1     | 3–2     |
| Al-Ittihad | 6–4 | Zob Ahan | 2–1     | 4–3     |
| Al-Duhail  | 2–4 | Al-Sadd  | 1–1     | 1–3     |
| Al-Ahli    | 3–4 | Al-Hilal | 2–4     | 1–0     |

| Đội 1               | TTS         | Đội 2                  | Lượt đi | Lượt về      |
| ------------------- | ----------- | ---------------------- | ------- | ------------ |
| Kashima Antlers     | 3–3 (a)     | Sanfrecce Hiroshima    | 1–0     | 2–3          |
| Quảng Châu Hằng Đại | 4–4 (6–5 p) | Sơn Đông Lỗ Năng       | 2–1     | 2–3 (s.h.p.) |
| Urawa Red Diamonds  | 4–2         | Ulsan Hyundai          | 1–2     | 3–0          |
| Thượng Hải SIPG     | 2–2 (5–3 p) | Jeonbuk Hyundai Motors | 1–1     | 1–1 (s.h.p.) |

### Tứ kết
Lễ bốc thăm vòng tứ kết diễn ra vào ngày 2 tháng 7 năm 2019. Ở vòng tứ kết, bốn đội thắng vòng 16 đội của Tây Á (danh tính chưa được xác định tại thời điểm bốc thăm) được xếp vào hai cặp đấu, và bốn đội thắng vòng 16 đội của Đông Á được xếp vào hai cặp đấu, với thứ tự thi đấu được quyết định bởi bốc thăm, không có đội hạt giống và các đội cùng hiệp hội có thể được xếp cặp đối đầu nhau.
| Đội 1      | TTS | Đội 2        | Lượt đi | Lượt về |
| ---------- | --- | ------------ | ------- | ------- |
| Al-Nassr   | 3–4 | Al-Sadd      | 2–1     | 1–3     |
| Al-Ittihad | 1–3 | Al Hilal SFC | 0–0     | 1–3     |

| Đội 1               | TTS     | Đội 2              | Lượt đi | Lượt về |
| ------------------- | ------- | ------------------ | ------- | ------- |
| Thượng Hải SIPG     | 3–3 (a) | Urawa Red Diamonds | 2–2     | 1–1     |
| Quảng Châu Hằng Đại | 1–1 (a) | Kashima Antlers    | 0–0     | 1–1     |

### Bán kết
Ở vòng bán kết, hai đội thắng tứ kết khu vực Tây Á đối đầu nhau, và hai đội thắng tứ kết khu vực Đông Á đối đầu nhau, với thứ tự thi đấu được xác định bởi bốc thăm.
| Đội 1   | TTS | Đội 2        | Lượt đi | Lượt về |
| ------- | --- | ------------ | ------- | ------- |
| Al-Sadd | 5–6 | Al Hilal SFC | 1–4     | 4–2     |

| Đội 1              | TTS | Đội 2               | Lượt đi | Lượt về |
| ------------------ | --- | ------------------- | ------- | ------- |
| Urawa Red Diamonds | 3–0 | Quảng Châu Hằng Đại | 2–0     | 1–0     |

### Chung kết
| Al Hilal SFC   | 1–0                      | Urawa Red Diamonds |
| -------------- | ------------------------ | ------------------ |
| - Carrillo 60' | Live Report Stats Report |                    |

| Urawa Red Diamonds | 0–2                      | Al Hilal SFC                   |
| ------------------ | ------------------------ | ------------------------------ |
|                    | Live Report Stats Report | - Al-Dawsari 74' - Gomis 90+3' |

Al-Hilal thắng với tổng tỉ số 3-0.

## Giải thưởng
| Giải thưởng                | Cầu thủ         | Đội                |
| -------------------------- | --------------- | ------------------ |
| Cầu thủ xuất săc nhất giải | Bafétimbi Gomis | Al-Hilal           |
| Vua phá lười               | Bafétimbi Gomis | Al-Hilal           |
| Giải thưởng Fair Play      | —               | Urawa Red Diamonds |

## Các cầu thủ ghi bàn hàng đầu
| Rank | Player                  | Team                | MD1 | MD2 | MD3 | MD4 | MD5 | MD6 | 2R1 | 2R2 | QF1 | QF2 | SF1 | SF2 | F1 | F2 | Tổng |
| ---- | ----------------------- | ------------------- | --- | --- | --- | --- | --- | --- | --- | --- | --- | --- | --- | --- | -- | -- | ---- |
| 1    | Bafétimbi Gomis         | Al-Hilal            |     | 1   | 1   |     |     | 2   | 3   |     |     |     | 2   | 1   |    | 1  | 11   |
| 2    | Leonardo                | Al-Wahda            |     | 2   | 1   | 4   | 1   |     | 1   |     |     |     |     |     |    |    | 9    |
| 3    | Shinzo Koroki           | Urawa Red Diamonds  |     |     |     | 1   | 1   | 1   |     | 2   | 1   | 1   |     | 1   |    |    | 8    |
| 4    | Omar Al Somah           | Al-Ahli             | 2   |     |     | 2   | 1   | 1   | 1   |     |     |     |     |     |    |    | 7    |
| 5    | Alaa Abbas              | Al-Zawraa           |     | 2   |     | 1   | 1   | 2   |     |     |     |     |     |     |    |    | 6    |
| 5    | Giuliano                | Al-Nassr            |     | 1   | 1   |     | 1   |     |     | 2   | 1   |     |     |     |    |    | 6    |
| 5    | Hulk                    | Thượng Hải SIPG     | 1   |     |     |     | 2   |     |     | 1   | 2   |     |     |     |    |    | 6    |
| 5    | Graziano Pellè          | Sơn Đông Lỗ Năng    | 2   | 2   | 1   | 1   |     |     |     |     |     |     |     |     |    |    | 6    |
| 9    | Temurkhuja Abdukholiqov | Lokomotiv Tashkent  | 1   |     |     | 1   | 1   | 2   |     |     |     |     |     |     |    |    | 5    |
| 9    | Akram Afif              | Al-Sadd             |     |     |     |     | 1   |     | 1   | 1   | 1   |     |     | 1   |    |    | 5    |
| 9    | Romarinho               | Al-Ittihad          |     |     |     | 1   | 1   | 1   |     | 2   |     |     |     |     |    |    | 5    |
| 9    | Talisca                 | Quảng Châu Hằng Đại | 1   | 1   | 2   |     |     |     |     |     |     | 1   |     |     |    |    | 5    |

Ghi chú: Bàn thắng ghi được trong vòng loại không được tính (Điều lệ 64.4).
Nguồn: AFC